# Lampaul-Guimiliau
Lampaul-Guimiliau település Franciaországban, Finistère megyében. Lakosainak száma 2004 fő (2022. január 1.). Lampaul-Guimiliau Plouvorn, Guiclan, Guimiliau, Landivisiau, Loc-Eguiner, Locmélar és Saint-Sauveur községekkel határos.

## Népesség
A település népességének változása:
| Lakosok száma | 1149 | 1973 | 2037 | 2033 | 2067 | 2079 | 2058 | 2028 | 2023 | 2004 |
|               | 1968 | 1982 | 1990 | 2006 | 2013 | 2015 | 2017 | 2019 | 2020 | 2022 |